# Лі Бо
Лі Бо або Лі Тай-Бо, також  Лі По (кит.: 李白; піньїнь: Lǐ Bó, 701 — 762) — китайський поет періоду династії Тан. Разом із Ду Фу вважається одним із найвидатніших поетів в історії китайської літератури. Від нащадків отримав прізвисько «безсмертний поет» (кит.: 詩仙) (варіанти перекладу — «поеис-святий», «геніальний вает»).
Лі Бо відомий своєю багатою уявою, епатажною манерою поведінки, а також, за поширеними переказами, своєю любов'ю до спиртного. Він багато часу проводив у подорожах, мав вільні погляди, ставився з презирством до добробуту й високих посад, відмовився стати придворним письменником і, ставши відлюдником, проживав у горах. Був другом іншого великого поета цієї епохи — Ду Фу.
У своїй творчості використовував традиційні літературні форми ши та фу, які поєднував з багатою уявою та образною мовою. Його поезія вирізняється глибокою філософічністю, яскравими даоськими образами, розповідає про різні сторони життя народу, зображує його нескореність. В. М. Алексєєв в статті «Китайська література» підкреслив, що Лі Бо в «величезному й яскравому потоці поезії … висловив все нескінченне багатство народного духу». Сила образів Лі Бо вражала сучасників. «Опустить пензля й лякає вітри й зливи. А напише вірш і викличе сльози в злих і в добрих духів» — так оцінив творчість поета Ду Фу.
Лі Бо мав великий вплив на розвиток китайської поезії та класичної літератури Східноазійського регіону, насамперед Кореї, Японії та В'єтнаму.
«Безсмертний, скинутий з небес», — сказав про нього старший його сучасник — поет Хе Чжичжан.

## Розвиток поезії в період Тан
Династія Тан поклала «золотий вік» в історії Китаю, прославившись багатьма здобутками, серед яких і поезія. В цю епоху на перше місце виходить внутрішній зміст поезії, тоді як форма могла бути довільною. Біля витоків танської поезії стояли такі видатні майстри, як Ван Бо, Лу Чжао-лінь, Чень Цзи-ан, Мен Хао-жань, Гао Ши та інші. Кожен із цих різних поетів так чи інакше передував творчості своїх геніальних сучасників — Лі Бо та Ду Фу.

## Народження Лі Бо

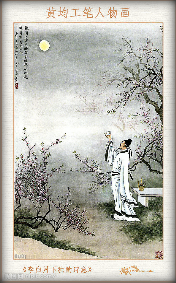
Китайська мініатюра із віршами Лі Бо

### Батьки
Про батьків поета залишилося дуже мало відомостей. У «Старій книзі (про династію) Тан» йдеться, що «батько був воєначальником у місті Женьчен», але дослідники з'ясували, що насправді в Женьчені жив дядько Лі Бо. У віршах поета батько згадується лише один раз — високий, поставний чоловік із білими бровами.
Насправді батько поета не тяжів до служби, можливо, колись вимушено займався торгівлею, і ряд дослідників, починаючи з 1930-х, називають Лі Бо сином «багатого купця» або навіть «поміщика», проте більшість не підтримує такого формулювання. Про те, що батько був заможний, свідчать дані про його самітницьке, але безтурботне життя, яке він прожив до глибокої старості.
В історії він залишився як Лі Ке. «Ке» дослівно означає передусім «прибулець, мандрівник; переселенець; гість», але може мати й відтінок «купця», «торгового гостя», який привозить товари, і ця друга частина складеного імені натякає на батькові заняття в певні моменти життя.
Про матір поета відомо ще менше — ні імені, ні родового прізвища, лише слабко аргументоване припущення, що вона походила з близького тангутам племені цян. Багато одноплемінників матері жило й у Шу, куди із західних країв прибула родина Лі. Не менш як п'ять перших років свого життя Лі Бо мешкав у «варварському» середовищі, і це дало йому знання мов, позначилося на ментальності, сприйнятті світу, на образній та емоційній натурі.

### Легенди та версії
З народженням Лі Бо пов'язано низку легенд. Одна з них розповідає, що незадовго до народження його матері наснилася велика біла зірка. Саме тому хлопчика назвали Тай Бай («велика білизна»). За іншою легендою Лі Бо, був народжений зорею Тай Бай. Для багатьох він був уособленням духу зорі, вигнаної за провину в світ смертних.
|  | Вона (мати) вже спала, коли в західній частині небосхилу з'явилася Золота зоря і стала неспішно розгоратися, все яскравіше і яскравіше, а потім від неї відокремився сліпучий білий промінь, із немислимою для людини швидкістю пронісся крізь неосяжність космосу, м'яко пройшов крізь дах будинку і проник у живіт породіллі. Вся її сутність освітилася цієї сяючою білизною, бездонною прірвою світла, яке незабаром згустилось у крикуна-немовля, зовні схожого на інших, і все ж у чомусь відмінного, набагато більшого, ніж тільки її новонароджений син... |

У Цзян'ю (нині провінція Сичуань), де проживала родина, існує народне «Поетичне товариство Синього Лотоса», яке щорічно у восьмий осінній місяць за місячним календарем проводить «Зустрічі з Тайбо». Тутешні мешканці не допускають думки, що Лі Бо народився десь в інших краях, і місцеві легенди підтверджують їх патріотичну гордість. Так, розповідають, що мати майбутнього поета ходила прати до поруч розташованої річки, і одного разу з води виринув золотий короп, увійшов до її лона, і вона завагітніла. Цій версії відповідає ім'я поета Боцінь — евфемізм слова «короп».
У датах земного народження Лі Бо існують різні версії (від 699 року до 705 року), але основний загал дослідників погоджується щодо 701 року. Цілком можливо, що це сталося восени: наприкінці осені 701 року, з 10 місячного місяця, почався останній період правління імператриці У Цзетянь, і саме до цього періоду більшість дослідників прив'язує народження майбутнього поета. Він сам у декількох творах згадує свій вік: у вірші 750 року пише, що вже «прожив 49 років», у вірші, датованому 757 роком, називає себе «п'ятдесятсемилітнім».
За легендами визначальний результат дало традиційне випробування малюка на святі з нагоди досягнення ним першого серйозного життєвого рубежу. Коли хлопчикові виповнився рік, за звичаєм, перед ним розклали різного роду предмети, щоб визначити його уподобання. Дитина відкинула їстівне, відвернувся від іграшок — і поповзла до «Канону поезії»

### Місце народження
Щодо місця народження і проживання поета і раніше, і сьогодні тривають дискусії, що, очевидно, викликано зокрема його великою популярністю.
Відомий письменник і вчений Лі Чжи у присвяченому Лі Бо розділі своєї знаменитої «Спаленої книги» писав:
|  | Немає часу, коли б не жив Лі Бо, немає місця, де б він не народився, — чи то зірка з Неба, чи то герой Землі. |

Серед найменш підтверджених — версія, яку у 1982 році висунув Лю Кая на підставі аналізу «Листів аньчжоуському чжанші Пею» Лі Бо, ніби поет народився в Чан'ань. Сам Лі в одному творі назвав себе «Цзіньлінцем», тобто народженим у Цзіньлін (сучасний Нанкін). Значне число прихильників має «шаньдунська теорія». Її головні аргументи такі: у біографії Лі Бо в «Старій книзі (про династію) Тан» той названий «шаньдунцем», а «його батько» — «воєначальником з міста Женьчен» (сучасний Цзінін); в одному вірші Ду Фу згадує «Лі Бо з Шаньдуна».
Справді, був період, коли поет частенько заїжджав у місто Женьчен, де був розташований улюблений питний заклад із відомим запашним вином, досить тривалий час жив у Янчжоу, звів там будинок і перевіз туди сім'ю, вважав Східне Лу (частина сучасної провінції Шаньдун) своєю «другою батьківщиною».
Серед версій існують навіть такі екзотичні, як «отуречений китаєць», «іноземець», деякі автори пересувають сімейство Лі ще далі — в країну «Даши ґо», тобто Арабський халіфат.
Двома основними паритетними версіями вважаються «сичуанська» і «Західна» (місто Суйє Тюркського каганату на території сучасного Киргизстану поблизу міста Токмок на річці Чу).
У 1935 році цю версію розвинули аж до такого формулювання: «Тай Бо народився не в Китаї». У 1940 році її підтримав вчений Лі Чанчжи, і версія навіть потрапила до статті «Лі Бо» в старому тлумачному словнику «Ці хай», а пізніше була підхоплена Артуром Вейлі. Можна припустити, що силу «західній» теорії надає містичний зв'язок із легендарною версією. Вони обидві виводять місце народження за рамки Піднебесної, в якийсь віддалений простір, підтверджуючи статус Лі Бо як «прибульця» ззовні.
Ймовірність цієї теорії підтверджується і тим, що до початку VIII століття в Суйє та навколишніх поселеннях жило вже чотири покоління роду Лі. Як зазначено в «Старій книзі [про династію] Тан», предки поета, чиї родинні корені простежені до ханського воєначальника Лі Гуана, а на міфологічному рівні — до Лао-цзи, якого вважали своїм предком і Танські імператори, були за якусь провину заслані у віддалену західну частину Танської імперії Лунс на території сучасної провінції Ганьсу, звідки вони в кінці династії Суй (межа VI–VII століть) таємно перебралися ще західніше — в Тюркський каганат.
Проведений фахівцями аналіз декількох творів Лі Бо, які тим чи іншим чином могли б бути пов'язані з Суйє за спогадами дитинства, дають підстави вважати, що їх топоніміка — це ландшафт району середньої течії річки Чу, що впадала раніше в озеро Іссик-Куль, тобто Лі Бо візуально уявляв собі пейзаж цього району. Найбільшу кількість аргументів для такого твердження дає вірш «Бій на південь від міста», який написано в 740-х роках.

## Освіта

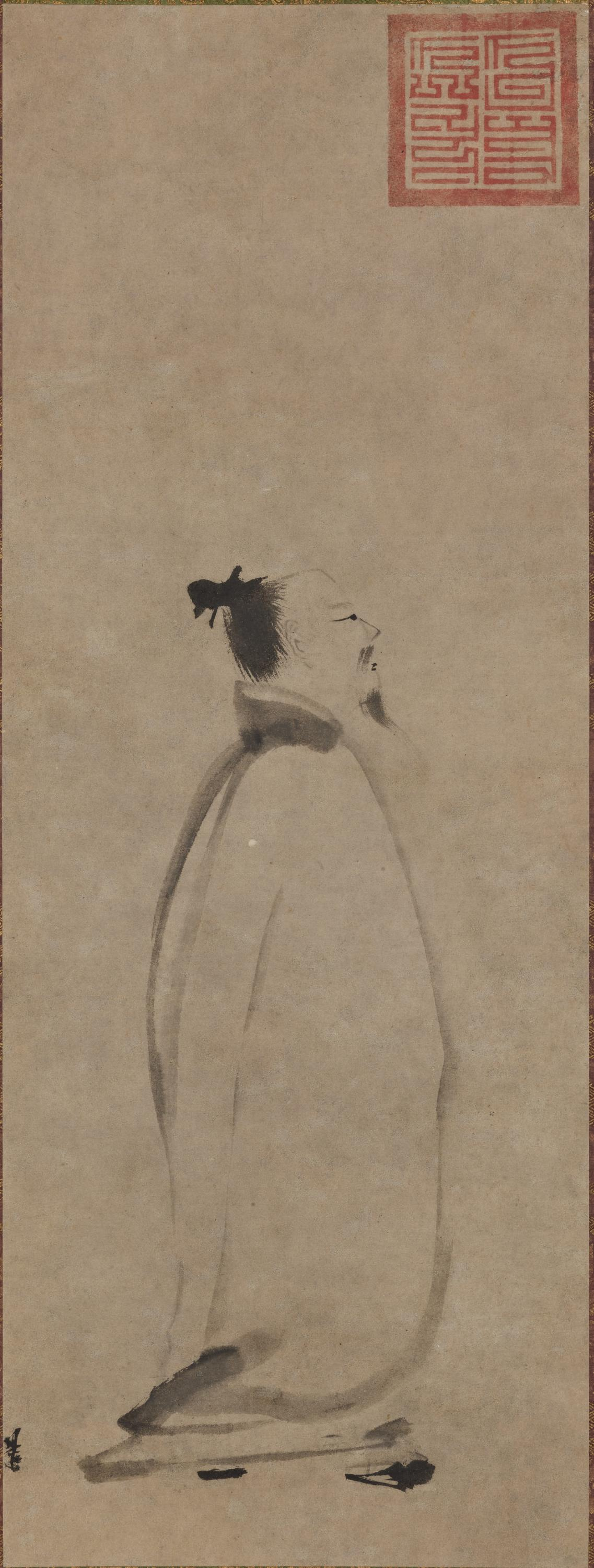
Лі Бо

Згодом, коли поету виповнилося 5 років, його родина переїхала в Цзян'ю (нині провінція Сичуань).
Сім'я не вважалася бідною, але соціальний статус її був низький — прийшлі люди з темним минулим. Ця та інші причини мали вплив на те, що ази початкового навчання Лі Бо здобув удома під керівництвом батька. Лі Ке, подорожуючи, знайомив сина з визначними місцями Шу, які були пов'язані зі старовиною. Згодом ці спогади втілилися в знаменитому вірші «Важкі дороги в Шу».
Кмітливий хлопчик вже в п'ятирічному віці (на три роки раніше середньостатистичної дитини) опанував, як він сам пізніше зазначив, «Шість азів». Одні дослідники вважають, що це початкові пізнання в зодіакальному літочисленні, сонячному і місячному календарях, рахункові часу, інші вбачають у цьому Даоські трактати, можливо, адаптовані для початкового навчання. До семи років малюк знав конфуціанські канони — П'ятикнижжя, «Лунь Юй», до десяти — «Ши Цзін» і «Шу Цзін», але його, можливо через батьків світогляд, більше тягнуло до даоської мудрості — «Дао Де Цзін», «Чжуан-цзи», «Шань хай цзін».
До десяти років він познайомився зі «ста школами», тобто отримав уявлення про основні напрямки думки, що прийшла з давніх часів.
У десять років, як пізніше згадував племінник поета, що жив в Аньлу, він познайомився з «Одою про Цзи Сюй» Сима Сянжу, яку прочитав йому батько, що зворушило нестійку психіку хлопчика.
На столі в його кімнаті стояло «чотири коштовності» — письмове приладдя вченого і літератора: пензлик, туш, папір і тушечниця (чорнильний камінь), а на стіні висіли бойовий лук і меч. Всі ці атрибути супроводжували Лі Бо протягом всього його життя.
Лі Бо був спраглим до знань. Якось він почув, що в сусідньому повіті є будинок із великим зібранням книг, і вирушив туди, де з раннього ранку до пізнього вечора перечитав сувій за сувоєм. Це місце було гамірливим, тому місцем для читання юнак обрав гори. Одного разу його намочив дощ, і Лі Бо найняв двох юнаків, щоб спорудили йому солом'яну хатину, де він і перечитав всю місцеву бібліотеку. Через багато років селяни назвали цю вершину «скелею Тайбо» і побудували біля підніжжя «Кабінет Тайбо», куди у свята приходять люди згадувати великого земляка.
Ази «танцю з мечем» — мистецтва володіння бойовою зброєю — він почав осягати в 15 років. В цей час, через романтичне налаштування, його вабить Лицарство, він навчається чітко відмежовувати добро від зла і сміливо захищати добро. Імпульсивність і невгамовність були його яскравими рисами настільки, що вже в зрілі роки юний поет Вей Вань, довго домагаючись зустрічі з кумиром, ошелешено описав своє перше враження:
|  | З палаючими очима він скидався на голодного тигра. |

В юності лицарство вабило його ще й своєю естетичною стороною. Танські лицарі були модниками, вони мали бажання бути поміченими, одягалися яскраво, збиралися групами і відвідували шинки і веселі будинки або влаштовували потішні поєдинки, а часом і по-справжньому криваві побоїща. Сім'я Лі Бо була достатньо забезпечена для того, щоб юний лицар, ставний і красивий, зовнішнім виглядом цілком вписувався в це середовище. Але таке середовище бездуховних молодих людей не могло захопити поета. Проте, як відверто пишуть сучасні дослідники, що, «переймаючись лицарським духом давнини», Лі Бо в юності вбив «чималу кількість людей».
Лі Бо так і не став професіоналом, хоча його тренували відомі майстри бойових мистецтв, і в цілому рівень його бойової майстерності не був високим, тому крім перемог, бували і невдалі поєдинки. Знаменитий у минулому генерал Пей Мінь переконав Лі Бо
|  | йти широкою дорогою, а не вузькою стежкою ... Небо дарувало тобі талант громоподібного пензля, і не можна відмовлятися від поезії заради зброї. |

Лицарем він залишився в своєму життєвому кредо — безкомпромісній боротьбі за справедливість, а також у своїх віршах. Збірний образ лицаря в творах Лі Бо — ідеал, перед яким він схилявся: безстрашний захисник вітчизни і знедолених.

## Становлення особистості
Існує суперечлива версія, що перед тим, як піти в гори для відлюдного самопізнання, Лі Бо недовго прослужив дрібним чиновником в повіті. Про це свідчить стела, яка міститься в монастирі в Куанських горах, датована 1068 роком, із написом:
|  | Вчений академік Лі Бо на прізвисько Тайбо недовго служив у повіті дрібним чиновником, а потім прийшов сюди, в гори, де десять років навчався. |

Проте, це викликає сумніви, тому що в цей час поету було 14 років і майновий стан не викликав необхідності посилати сина працювати. Тим більше, що без іспитів у той час чиновниками не ставали. Тому, коли хлопцеві виповнилось 15 років, що дозволяло відриватись від дому й усамітнюватись або відправлятись у подорожі, він занурився в монастирські обителі в глухих горах, а потім і зовсім покинув отчий край Шу. Метою цього було, як сам Лі Бо пізніше сформулював «У посланні шаофу Мена з шоушань»: «Вирощування мудрості» — з тим, щоб внести їх у світ, очистити світ, поліпшити його.
У чистоті незайманої природи Лі Бо пізнавав приховане в собі, зливався з природою. Він був завзятий і працьовитий. Про це ходять легенди. В одній з них розповідається про урок, викладений майбутньому поетові жінкою, яку він якось навесні зустрів у лісі біля струмка.

Жінка методично терла об великий камінь металевий стрижень. «Що Ви тут робите, матусю» — поцікавився Лі Бо. «Мені потрібно виточити з цього стрижня голку, а то взимку дітлахи замерзнуть, у них одежина рвана».

Взимку Лі Бо знову знайшов цю жінку — вона доточила стрижень і зашила дитячий одяг. Він запам'ятав цей урок на все життя і вже знаменитим поетом, відшукавши жінку, шанобливо звернувся до неї «Учитель». А струмок згодом назвали Мочженьсі (Точильний струмок).

Однією з причин, яка повела Лі Бо в мандри було те, що імператор Сюань—цзун любив відлюдницькі схили гір поблизу Східної та Західної столиць і проводив там певний час. Ці схили прозвали горами «просування відлюдників» через те, що інколи після зустрічі з імператором молоді таланти могли обійти складну екзаменаційну систему, яка відкривала шлях до чиновництва. Ця система мала назву — чжицзюй («сходження методом відбору»). Імпульсивного Лі Бо цей варіант приваблював своєю стрімкістю і можливістю обійти складні екзамени, «вскочити» відразу в столицю, стати не просто радником, а мудрим наставником імператора — саме про це він мріяв з юності.

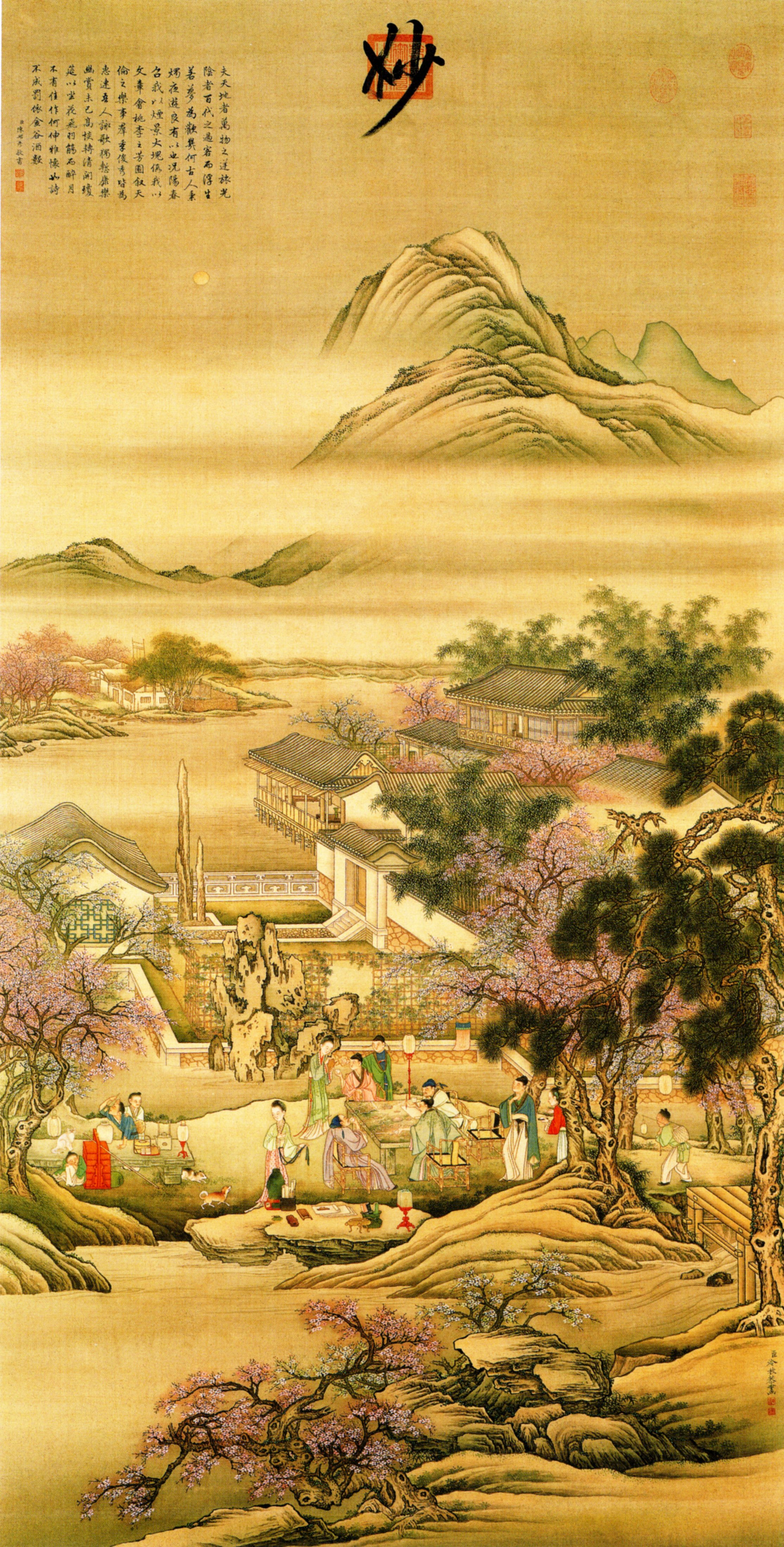
Китайська мініатюра з есе Лі Бо «Бенкет весняної ночі в персиковому і сливовому саду»

Про це йдеться у його віршах «Велике полювання» та «Зал просвітлення». Куди б не потрапляв у своїх мандрах Лі Бо, він перш за все шукав зв'язків для просування наверх, у рекомендаційних листах і в ритмічних зверненнях до високопосадовців підлещувався до них. Це не звучало самоприниженням, такою була традиція.
Коли Лі Бо вирушив у подорож, йому пощастило в тому, що тут з'явився Метр Чжао Жуй на прізвисько Тайбінь, тобто Високий Гість, який володів і літературою, і бойовими мистецтвами. Учитель і учень склали одне про одного приємне враження. Чжао Жуй побачив стрункого юнака з видом осіннього місяця, зоряним блиском в очах і духом непохитності, який вихлюпувався з-під брів. Очі юнака загорілися, коли гість розповідав батькові й синові про недавнє відвідуванні імператорської столиці.
В одну із безсонних ночей, засвітивши свічку, миттєво написав оду «Велике полювання». «У Вас неабиякий син», — сказав Чжао Жуй батькові, прочитавши оду.
А «потанцювавши з мечем» в саду і побачивши, як юнак «чує звук спереду, а завдає удар ззаду, показує випад ліворуч, а б'є справа», підсумував:
|  | Це Дракон, Фенікс, Тисячаверстий скакун, він могутній, як Великий Птах Пен. |

Батько схилив коліна перед учителем і вручив йому сина. Чжао Жуй мав великий вплив на майбутнього поета, став йому не тільки вчителем, а й другом. Разом із наставником Лі Бо подорожував до Цзичжоу (сучасне місто Саньтай), після чого повернувся в Куанські гори, де був монастир Дамін (Велике Просвітлення), руїни якого збереглися до наших днів. Ранок починали із вправ з мечем, що дуже подобалося Лі Бо, і поступово він почав перейматися «Духом мандрівного лицаря». Вдень вивчав канони, вечір присвячував літературним заняттям.
З 15 років Лі Бо вже серйозно захопився літературною творчістю. Згідно з офіційними біографіями, почав він із ритмічного есе «Наслідування „Оді про ненависть“» поета V століття Цзян Яня. Це була майстерна імітація, яка отримала схвальні відгуки тогочасних поетів. За десять років гірського відлюдництва в монастирях він написав близько сотні поетичних і прозових творів, з яких збереглася лише мала частина. Батько зрозумів, що пора самодіяльних занять минула — талановитому синові потрібен справжній учитель, а не простий монастирський монах.
У монастирі Дамін Лі Бо провів у цілому десять років, враховуючи перерви на візити в отчий дім та подорожі по Шу, періодично спілкуючись з Чжао Жуєм, після чого Учитель вручив учневі свій меч, що дістався йому від його наставника, і нагадав слова древніх мудреців:
|  | Прочитай десять тисяч сувоїв книг, прокрокуй десять тисяч доріг. Ти простудіював чимало книг, наповнених словами, тепер тобі необхідні книги без слів. Посад Синього Лотоса і Куанські гори занадто тісні для тебе. |

Навесні 720 року Лі Бо, черговий раз покинувши обитель, попрямував до столиці краю Шу — Ченду (сучасна провінції Сичуань), місто пурпурових тканин, де виробляли розшиту золотими нитками тканину, яку промивали в Пурпуровій річці. Місто розчарувало Лі Бо, який любив тишу і спокій. В околицях міста розташовувався великий даоський центр, що охоронявся особливим едиктом імператора Сюань—цзуна. Незадовго до появи Лі Бо в монастирі оселилася нова монахиня — молода дівчина, яка була ненабагато старша за Лі Бо. Це була принцеса Юйчжень, восьма дочка імператора Жуй-цзуна, який правив у 710—712 роках, сестра Сюань-цзуна, що прийняв трон від батька. Лі Бо ймовірно там і познайомився з нею. Протягом життя вони не раз зустрічалися, і поет присвятив їй кілька віршів.
Поет-початківець шукав у місті покровителів для свого таланту. Лише одного разу йому пощастило. Великий імператорський вельможа Су Тін виявився справжнім поціновувачем талантів. Лі Бо підніс йому свої ритмізовані «палацові» есе («фу») «Зал Просвітлення» і «Велике полювання» та згодом, пишаючись, всім переказував його високу оцінку. Вельможа вручив поетові рекомендаційний лист до Лі Юна — відомого літератора і каліграфа. Юнак був настільки гордий, що навіть не передав Лі Юну рекомендаційного листа, розраховуючи і без цієї підпори справити відповідне враження. При зустрічі не схилив коліна, а відповіддю була пихата фраза:
|  | Не мрій про недосяжне, ти ж у «полотняній сукні» (тобто простолюдин). |

У відповідь Лі Бо склав гнівну відповідь у стилі Конфуція. Залишаючи отчий край, поет 724 року, відповів віршем «Прощавайте, Куанські гори», коментований дослідниками як перша публічна лицарська обітниця.

## Мандри Лі Бо

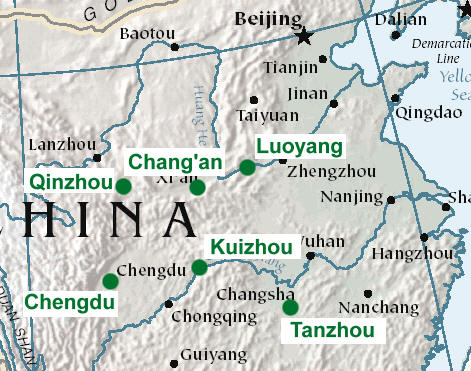
Подорожі Лі Бо і Ду Фу

Майже два роки (724–725) Лі Бо блукав отчим краєм, важко розлучаючись з дитинством, із родиною, з горами і даоським та буддійськими монастирями, але внутрішньо він не поривав з ними ніколи.
У 725 році навесні Лі Бо залишає Шу і більше вже ніколи не повертається в отчий край. Цього ж року починає великий поетичний цикл із 59 віршів, що створювався протягом усього життя поета, — історично-філософський та естетичний маніфест «Дух старовини».
Спостереження за життям різних станів, простого народу лягли в основу творів про військові походи, які розоряють селян і забирають тисячі життів, про мужність воїнів на кордонах, про горе жінок і дітей. Побував у багатьох місцях і оспівав величаві картини гір, річок, водоспадів, бамбукових гаїв. Образи його пейзажної лірики відображали прагнення піднятися над марнотою життя, дізнатися про своє вище призначення.

Лі Бо в палаці імператора

Під час подорожей відвідує заповітні місця великого Цюй Юаня (озеро Дунтін, річки Сяо і Сян), піднімається на одну із «Відомих гір» Лушань, пливе на схід, де вздовж узбережжя міфічного Східного моря в давнину розташовувалися царства У та Юе, повні містики і чаклунства. Потім їде в місто Цзіньлін і місто Янчжоу. 727 року починається десятирічна «хмільна подорож в Аньлу». Молодому поету запропонували непогану партію — дівчину з роду Сюй. Імені її дослідниками не встановлено, але в переказах, які не ґрунтувались на авторитетних джерелах, дівчину звали Цзунпу, що означало «Дорогоцінна яшма».
Дівчина походила зі знатного роду, що мав глибокі корені у високій імператорської ієрархії, в тому числі і в чині цзайсяна. Сама «Яшма» отримала чудове виховання, зналася на красному письменстві (і навіть згодом нерідко виступала в ролі першого «редактора» поезії чоловіка), мала хороші манери, тонку натуру і зовнішню миловидність сімнадцятирічної дівчини. Це слугувало залицянням багатьох знатних наречених, яким відмовляли. Тому високоблагородне сімейство, приймаючи в свій клан Лі Бо першорядного значення надавало його поетичному генію, а не можливим успіхам на службовій драбині. Проте, сановиті родичі давали йому рекомендації на державні пости, де через свої амбіції Лі Бо не затримувався.

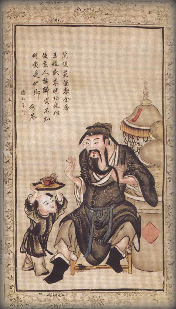
Лі Бо п'є вино (Китайська мініатюра XVII століття)

Дружина народила йому доньку Пін'яо у 728 році і незабаром сина Боціня. Це були кохані діти, мова про яких йде в 14 віршах, де він називає доньку «граціозна Пін'яо», що зустрічає його з квітами, «стоячи біля персика», а малюк Боцінь, тим часом, «притулиться до плеча сестри».
Крім того, у поета було ще двоє дітей: Полі і Тяньжань. Полі, як вважають дослідники, — це син від безіменної «жінки з Лу», з нею Лі Бо зійшовся після смерті першої дружини. Тяньжань, позашлюбний син, жив у будинку дядька поета, де після хвороби зупинився Лі Бо.
Поет мешкає з родиною в горах Байчжан, відвідує відомого поета Мен Хао-жаня у місті Сяньян, подорожує країною. 730–732 роки минули в подорожі до Осіннього плеса (сучасна провінція Аньхой), дорогою заїжджає в місто Сюаньчен, пов'язане з ім'ям його улюбленого поета Се Тяо (V століття). У цей час створює в ренесансному дусі любовний цикл із 12 віршів «Моїй далекій», присвячений дружині. 731 року вперше приїжджає до столиці Танської імперії Чан'ань в надії отримати аудієнцію в імператора і стати одним із найближчих його радників. Чекаючи аудієнції, живе на святій горі даосів Чжуннань у резиденції принцеси Юйчжень. Але непідготовлена зустріч не відбулася і в розпочатому в цьому році короткому циклі «Важкі шляхи мандрівника», поет висловлює рішучість подолати всі перешкоди на шляху до Сонця (імператора). В цьому ж році створює великоформатний вірш «Важкі дороги в Шу», який вразив столичних інтелектуалів. 736 року створює один із найекспресивніших віршів «Вип'ємо!».

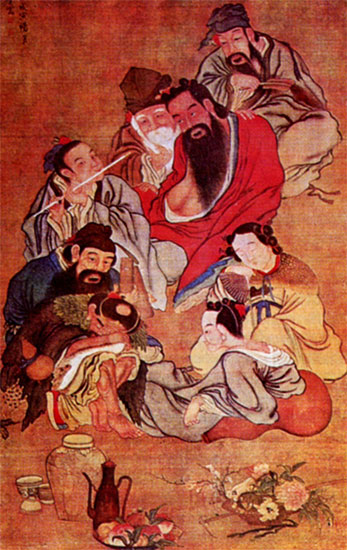
Вісім безсмертних сянів. Китайська картина. Париж, музей Гіме

737 року перевозить сім'ю до Східного Лу, оселяється в місті Яньчжоу неподалік від меморіалу Конфуція в Цюйфу. Переїзд до Лу ознаменувався сумною подією: ослаблена хворобою дружина померла в пологових муках. І тому, влаштувавши дітей, Лі Бо зачастив до питного закладу «Хелань» у Женьчене, де, дегустуючи місцеву продукцію, зупинився на «Ланьлінському» — солодкуватому ароматному зіллі, настояному на травах. Поет важко переживав свою самотність, падіння соціального статусу з переїздом у Східне Лу, де його популярність не була настільки великою, як у південних краях, брак коштів для того існування, яке вважав гідним себе. Часто згадував померлу дружину, покинутий отчий край і намагався в хмільному забутті повернутися в дитинство, ілюзорно відновити щасливий шлюб.
Але через якийсь час Лі Бо сходиться з дівчиною на ім'я Лю, проте не надовго, тому що у дівчини виявився сварливий характер, і поет охрестив її «дуркою з Гуйцзі». 735 року примкнув до поетичної співдружності, відомою як «Шість мудреців бамбукового струмка». Компанія друзів проводила час за чаркою вина біля гірської річки в ущелині, порослій бамбуком. Це була своєрідна літературна школа, де обговорювалися питання поетичної майстерності, естетичних смаків. У 743 Лі Бо брав участь у подібному товаристві під назвою «Вісім безсмертних Винної чаші», або «Вісім винних сяней».
Спостереження за життям різних прошарків простого народу лягли в основу творів про військові походи, які розоряють селян і забирають тисячі життів, про мужність воїнів на кордонах, про горе жінок і дітей. Побував у багатьох місцях і оспівав величаві картини гір, річок, водоспадів, бамбукових гаїв. Образи його пейзажної лірики відображали прагнення піднятися над марнотою життя, дізнатися про своє вище призначення.

## При дворі імператора
У 741 році вирушає в подорож вздовж східного узбережжя, де за міфологією існувало Східне море з островами Безсмертних. На початку літа, у 742 році, піднімається на священну гору Тайшань, в наступному циклі «Сходження на Тайшань» із 6 віршів, зобразивши цей процес як переміщення в таємничий сакральний світ «інобуття».
Восени цього ж року отримує довгоочікуваний виклик до імператора, залишивши дітей в своєму будинку в Наньлін у районі міста Яньчжоу під наглядом дружини свого слуги Даньша, їде до столиці.
Поету здавалося, що зірка Тайбо, нарешті, зійшла на небосхилі, наблизившись до сина Сонця. Під час найвищої аудієнції в позолоченому залі Палацу Просвітлення Сюань—цзун зволив зійти з трону, посадив Лі Бо на «Ложе семи скарбів» і, відпивши ковток ароматного бульйону, власноруч, не вдаючись до допомоги слуг, передав піалу довгоочікуваного дорогоцінному гостю, який мав би прославляти його в своїх віршах.
У столиці він був введений до Академії Ханьлінь («Ліс пензлів», тобто літературних талантів), отримавши один із найвищих для «академіків» рангів дайчжао, не проходячи екзаменів. Проте, поет не прижився у світі палацових інтриг. До того ж статут академії категорично забороняв її членам пити вино, але Лі Бо демонстративно заявив:
|  | «Я на особливих правах, імператор знає, що в хмелю моя голова стає яснішою і вірші пишуться краще, а писати вірші — мій придворний обов'язок, тому пити — це робоча необхідність. До того ж я «Винний геній», і пити вино — моя найперша життєва потреба, заборонити мені пити — все одно що заборонити жити» |

Поет виявив себе, коли до імператора приїхали посли із держави Бохай і ніхто із висопоставлених чиновників не зміг прочитати ультиматум, через те, що посади отримували за хабарі. Лі Бо, який володів досконало мовами, легко розібрався в тексті і навіть склав гідну імператора великої династії Тан відповідь. Більш того, він виголосив довгу промову про необхідність в ім'я блага простого люду замирення з іноземцями. Імператору думка припала до душі, оскільки він знав про недостатність у нього військ, які вимагали перепочинку від нескінченних прикордонних сутичок. Лі Бо вирішив поглузувати над неприємними йому надутими вельможами: змусив Гао Ліші знімати з нього чоботи, Яна Гочжуна (брата фаворитки Ян Гуйфей) — розтирати туш. Усе це згодом дорого обійшлося поетові — авторитарна влада не прощає принижень. Коли Сюань—цзун забажав ввести Лі Бо в особливу консультативну раду при імператорі, сановники люто чинили опір, їх підтримала Ян Гуйфей, яка образилась на поета.
Таким чином, поет вступив у конфлікт із вищими сановниками, які залучились підтримкою дружини імператора Ян Гуйфей. Та й сам імператор починає холоднішати у стосунках із великим поетом. Усе частіше звертаючись до вина, поет філософствує у циклі з 4 віршів «На самоті п'ю під місяцем». Цього року він створив особливо багато поезій зі світоглядними акцентами, що увійшли в історично-філософський цикл «Дух старовини».
У 744 році Лі Бо подає імператору прохання про відставку, який навіть забезпечив поета грамотою, за якою поет міг у будь-якому шинку тішити себе улюбленим зіллям за рахунок державної скарбниці, і навесні покидає двір, який його не прийняв. Але з мрією про високе служіння не розлучається і про це зізнається в наступному році у вірші «У Цзіньсянь проводжаю Вей Ба, який виїжджає в Західну столицю» (тобто в Чан'ань).

## Дружба з Ду Фу

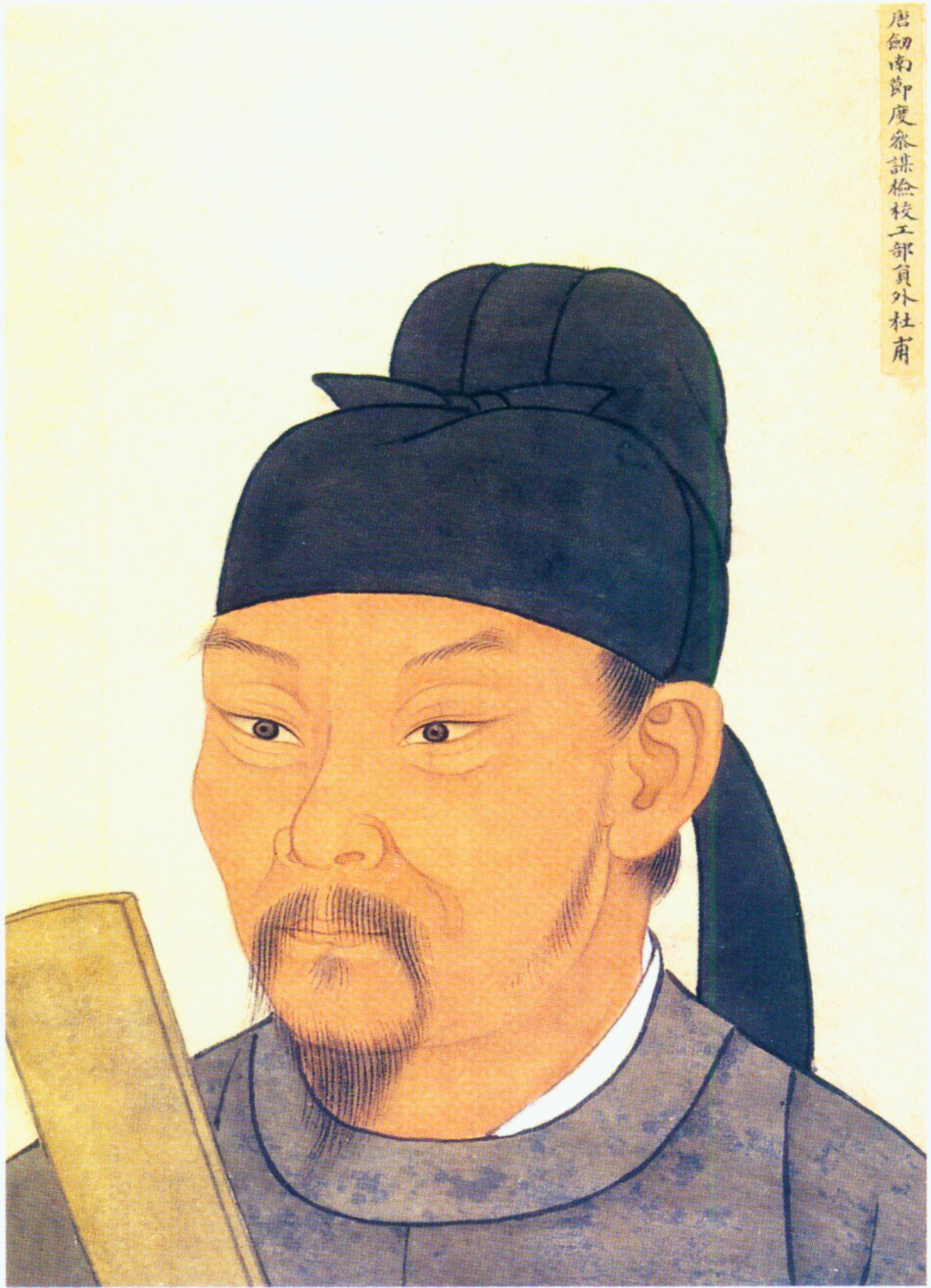
Ду Фу

У цьому році (у Лояні або Кайфені) відбулася перша зустріч Лі Бо з Ду Фу, що залишився йому вірним другом до останніх днів. На той час Лі Бо вже став відомим майстром, Ду Фу — учень, у порівнянні з ним. Лі Бо мав високий зріст, був могутнім, трохи простакуватим і різкуватим, його новий друг повна протилежність поету: худорлявий, стриманий і мовчазний, виходець із сановитих кіл. Але їм стало зрозуміло з першого погляду, що їх енергетичні ці містять однаковий заряд.
До них приєднався поет Гао Ши, і вони здійснили поїздку на територію стародавнього парку Лян'юань поблизу Кайфена, що було одним із найулюбленіших місць Лі Бо. А в кінці року Лі Бо пройшов у монастирі Пурпурової Межі, поблизу сучасного міста Цзінань, обряд «входження в Дао», що дозволило йому стати даоським ченцем без проживання в монастирі і дало можливість познайомитися з таємними текстами даоської алхімії «безсмертя».
До вибору того, хто в ході церемонії повинен був вручити претенденту трактати, Лі Бо поставився дуже серйозно. Вважалося, що космічна енергетика Вчителя впливає на долю претендента, і Лі Бо звернувся до знаменитого на всю країну даоса Гао Жугуя, якого шанобливо іменували Небесним Учителем. Лі Бо познайомився з ним у Чан'ані. У призначений час претенденти вишикувалися один за одним і, погойдуючись з боку в бік, тримаючи руки за спиною, як засуджені на страту, повільно рушили до вівтаря, обв'язані стрічками, що символізували накладені на претендента обмеження. На вівтарі стояв той, хто проводив церемонію «входження в Дао». Вручивши подарунок (золотий браслет і мідні монети), Лі Бо урочисто промовив, звертаючись до Гао: «Учитель мій у віках існуватиме».
Гао взяв браслет, переламав його і повернув половинку Лі Бо на знак скріплення договору про «входження», після чого вручив йому написані священні тексти. І поет слідом за іншими продовжив рух довкола вівтаря, здійснюючи коло за колом. Так зазвичай тривало від 7 до 14 днів і ночей. Щоденний короткий відпочинок із ковтком джерельної води і піалою невибагливої їжі чекав їх лише при перших променях ранішнього сонця. Деякі втрачали свідомість, не витримавши фізичного та нервового напруження, і їх відтягали вбік. Для них процедура завершувалася безрезультатно. Тим, хто витримав випробування вручали амулет. Така жорсткість переслідувала дві мети: відсіяти фізично і духовно слабких та укріпити абсолютну віру в принципи даосизму та ідеї переходу в простір даоської святості.
У 750 році під час тривалої поїздки країною Лі Бо заїжджає в місто Бяньчжоу (сучасний Кайфен) до свого колишнього учня Цзун Цзіня та одружується з його сестрою.

## Політична діяльність

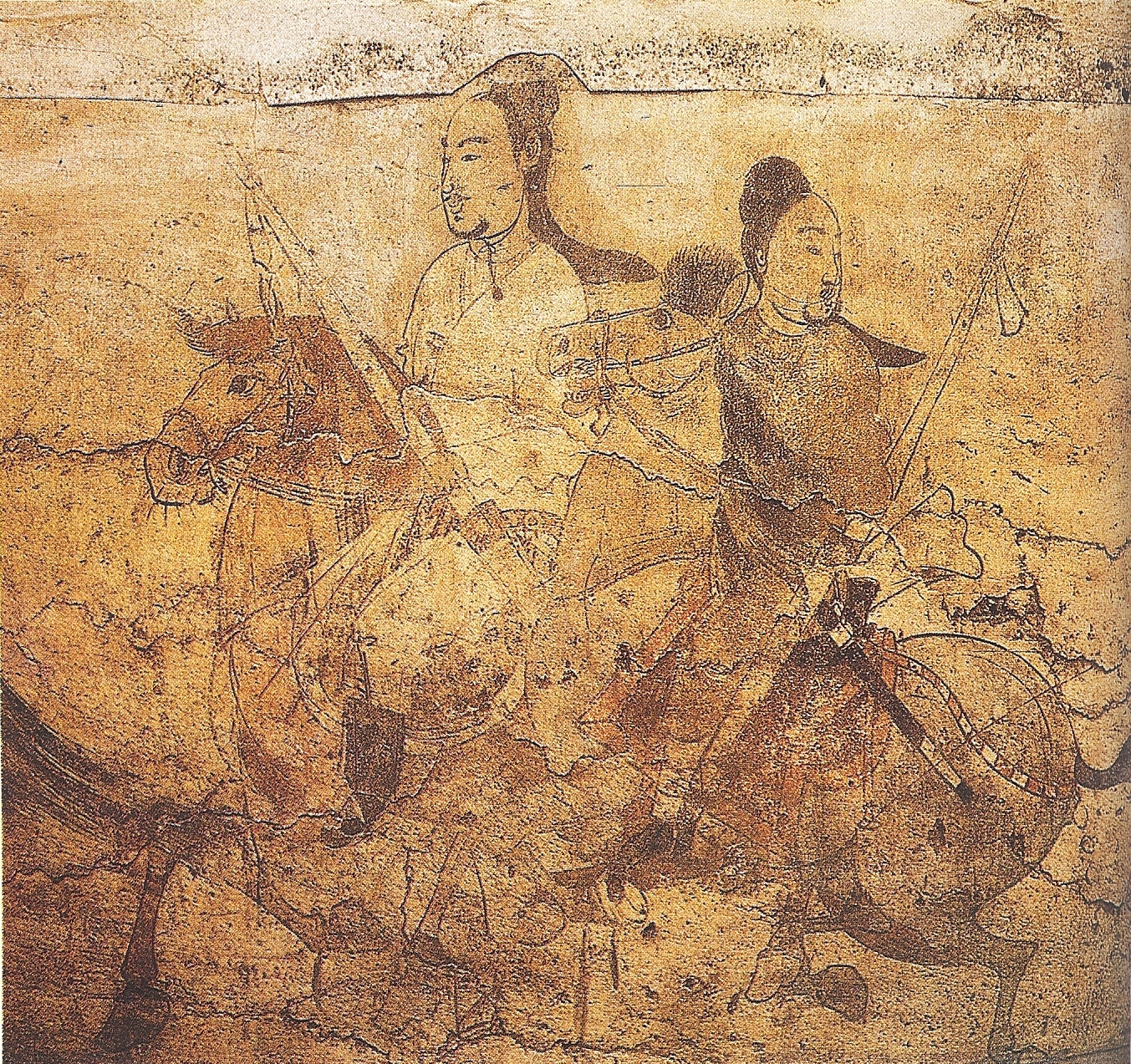
Повстанці

У 752 році Лі Бо пише «Пісню про північний вітер», ясно попереджаючи безтурботний «південь» (імперська столиця Чан'ань) про підготовку заколоту. З цією метою у 753 році поет їде в Чан'ань, намагаючись домогтися найвищої аудієнції, щоб доповісти вищій владі своє передбачення тривожної ситуації в країні, але його відмовляються приймати навіть на рівні сановників. Гіркі роздуми про падіння правлячої верхівки виявилися в цілій низці віршів циклу «Дух старовини», написаних цього року. В столиці відбулася нова зустріч із Ду Фу. Вони їдуть на Осіннє плесо. Під час подорожі на схід, зустрівся з Вей Ванем, для якого був кумиром. Лі Бо передає своєму прихильнику кілька своїх рукописів, які той зібрав у невеликий збірник уже після смерті Лі Бо.
У політичній сфері передбачення поета здійснились: 756 року Ань Лушань здіймає повстання проти государя й проголошує нову імперію Велика Янь. Лі Бо вивозить сім'ю до підніжжя гори Лушань, звідки його викликає до себе в ставку принц Юн-ван, який очолив опір заколотникам. Під час палацового конфлікту принц Лі Лін, старший син імператора Сюань-цзуна, скидає батька з трону й проголошує себе новим імператором, а брата (Юн-вана) оголошує зрадником і страчує.
Спішно покинувши ставку принца, Лі Бо вирішив повернутися в Лушань, але затримавшись в горах, був пізнаний: на міських воротах висів указ про розшук
|  | ...злочинця Лі Бо, 57 років. Лице біле, вуса. Брав участь в заколоті Юн-вана, втік ... Хто пізнає його, повинен повідомити місцевим властям. Винагорода - 100 лянів срібла |

Не допоміг навіть бамбуковий кошик, якого він надів на голову. Його впізнали, схопили і доставили у в'язницю в Сюньян, звинувативши в «участі в бунті, зраді»
Ду Фу, ще чувши про цю подію, відчув біду і написав вірші до Лі Бо, в яких є такий
безжальний до влади рядок: «І всі йому бажали смерті». А молодий шанувальник поета Вей Вань схарактеризував ситуацію так:
|  | Ви необдумано влізли в бруд палацових чвар, ставши невинною жертвою ... Ви - страждалець, як і ті видатні літератори давнини Цюй Юань, Цзя Чжи ... . |

Лі Бо з клеймом «державний зрадник» кинули у в'язницю, де він очікував на страту.
За Танським законодавством наступною після смертної кари формою покарання було заслання, яке мало три категорії: нижча — на два роки за тисячу лі від столиці, середня — на два з половиною роки за півтори тисячі чі від столиці й найсуворіша — на три роки за три тисячі чі від столиці. Тому зусилля друзів змогли замінити вирок засланням третьої категорії в далекий Елан. Серед друзів був воєначальник урядових військ Го Цзи-і, якого поет свого часу, коли він діяв заодно з «народними лицарями», врятував від смерті. Цікаво, що колишній друг, поет Гао Ши, який тепер був поважним чиновником, маючи можливість, не став на захист опального поета.
759 року Лі Бо отримує імператорський указ про амністію, але неочікувано їде на схід, проте, 760 року, ще не доплівши до Цзянліна, раптом повертає назад — до озера Дунтін. Більшість невірних друзів відвертається від опального поета, і в написаному в цьому році вірші циклу «Дух старовини» він порівнює себе з міфічним птахом Чжоучжоу, який мріє про далекий політ, але крила його ослабли, а молоді «літуни» несуться вдалину, забувши про стару й хвору птицю.

## Останні роки життя

«Зелена гора». Поховання Лі Бо

У 762 році, дізнавшись про новий спалах заколоту аньлушанівских генералів, Лі Бо
вливається до ставки урядових військ, але ослаблений організм не витримує напруги. Будинок і дружина були далеко, тому поет ледве дістається до Данту, де 760 року окружним начальником з резиденцією в місті призначили його родича Лі Янбіна, який був йому не тільки дядьком, але й близьким другом. До дядька він звертається з листом — віршем «Підношу дядькові Янбіну, голові Данту».
У будинку набирається снаги і пізніше, відійшовши від хвороби, навесні 773 року, їде на короткий час до Сюаньчену. Наприкінці року стан Лі Бо різко гіршає: посилився кашель, дихати ставало все важче. Го Можо припустив, що це було запалення легенів на тлі тривалого хронічного піотораксу. Чимало дослідників, і Го Можо в їх числі, витоки хвороби пов'язують із вживанням алкоголю.
Існують різні версії щодо останніх днів поета. Малодостовірні — вказують, що поет до будинку дядька не повертався, оселився на Драконовій горі, де в нього був свій будинок; що він впав у воду, ледве виплив, дістався до свого будинку і помер там; що, вибравшись на берег, він там же і помер, і його тіло підійняли на Драконівську гору і поховали.
Згідно з версією, прийнятою більшістю, Лі Бо помер у Данті в будинку свого дядька Лі Янбіна. Офіціозність цієї версії підтверджується гравюрами на «дорозі духів» у меморіальному парку довкола могили Лі Бо на Зеленій горі, де на одній плиті з чорного мармуру викарбувано сцену передачі помираючим поетом своїх рукописів дядьку. Передаючи дядькові рукописи, які, не маючи постійного дому, завжди возив із собою, і прошептав йому останній в своєму житті вірш «Пісня про близький кінець», у якому передбачає свою майбутню славу, попри трагічне нерозуміння сучасниками.
Існує легенда, що поет втопився, намагаючись в хмелю дістати місяць у річці, і вознісся на міфічному Кіта в небеса. Похований на горі в Цайшіцзі (сучасне місто Мааньшань). На початку IX століття прах був перенесений на Зелену гору.

## Творчість

### Світосприйняття поета

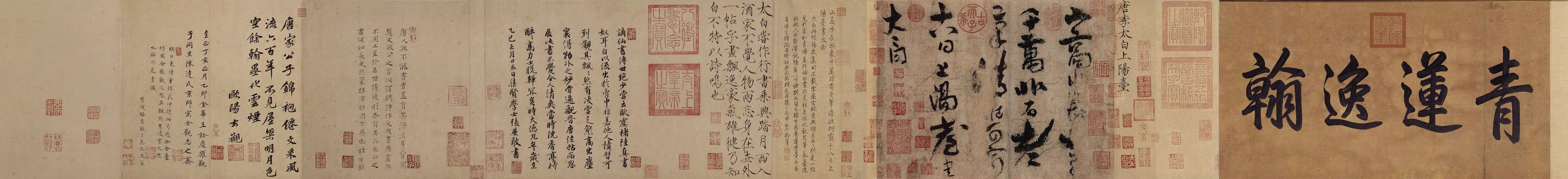
Єдиний із зразків власноручної каліграфії Лі Бо, під назвою «Підійшов до сонячної терраси» (міститься в музеї Пекіна, Китай)

Під час першої подорожі до святої гори Хеншань Лі Бо зустрівся із знаменитим даосом-відлюдником Сімою Ченчжень (другим іменем його було Сіма Цзивей) — вісімдесятирічним старцем, якого ще імператриця У Цзетянь намагалася залучити до свого двору, а попередній імператор, Жуй-цзун, запросив до палацу і схилився перед ним як перед Учителем, але Сіма Ченчжень всякий раз повертався у свій скит мудрості. Він, розповідали, знав все на п'ять сотень років, тому і бачив все на п'ять сотень років вперед.
Знаменитий даос вів схимницький спосіб життя і мало кого приймав, але напередодні ввечері, зауваживши, що зірка Тайбо в східній частині небосхилу мала пурпурний відтінок, Сіма зрозумів, що на ранок до нього на уклін прийде Лі Бо.
У розмові з поетом мудрий старець пророчо сформулював, що молодий геній створений для Неба, а не для Землі:
|  | Ти духом — гірський сянь, твій стрижень — Дао, до Восьми меж зі святими вознесешся. |

І продовжив: 
|  | Так на шляху государевої служби чекають тебе ями й вибоїни. Ти — як могутній Птах Пен, якому потрібні простори Неба, а не тісні зали. |

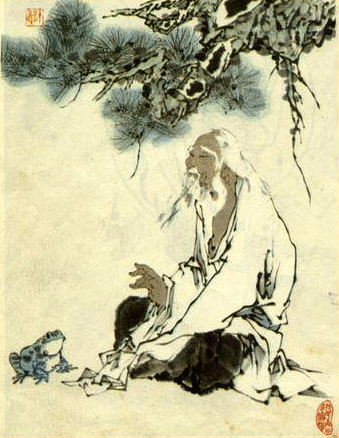
Чжуан-цзи

Ще в ранньому дитинстві Лі Бо відкрив книгу дивовижних і мудрих притч Чжуан-цзи, древнього філософа, образ надземної істоти не полишав душу Лі Бо. Але в Чжуан-цзи Пен спирається на силу попутного вітру, в Лі Бо — сміливо і вільно ширяє в сакральних Небесах над світом, не знаючи ніяких обмежень своєї свободи.
Зустріч зі старим і мудрим даосом схвилювала Лі Бо. Глибоко осмислюючи цей образ, ввечері він велів слузі Даньша розтерти туш, запалити світильник і написав «Оду Великому Птахові Пен» у жанрі ритмічної прози «фу».
Суттєвий вплив на формування світогляду Лі Бо мало вчення Конфуція. Поет визначає свою місію в процесі повернення до старовини. Колись згідно з історичною традицією, Конфуцій також прагнув повернутися до старовини. Повернути людей до старовини, на думку Конфуція, мали б старовинні твори, але вони повинні бути «очищені» від усього напластованого.
Так само розумів свою місію і Лі Бо. «Моє прагнення, — пише він, — очистити і передати» так, щоб те, що передається, «засяяло світлом і осяяло тисячоліття вперед». Поет вважав саме себе покликаним відродити справжню поезію. Відродження істинної поезії в тому, що Лі Бо хотів би, як свого часу Конфуцій, почути, що «єдиноріг спійманий». І тоді, пише поет, він покладе свій пензлик, тобто визнає свою справу виконаною.

### Форми віршів
Лі Бо і Ду Фу ввійшли в літературу як «пращури вірша». Вони створили нову віршовану форму — вірш у 5 і 7 слів, що прийшла на зміну старій 4-слівній формі. Нова форма залишалася основною в китайській поезії протягом понад тисячу років, аж до «літературної революції» 1918 року.
Спадщина Лі Бо включає класичні вірші, вірші в жанрі народних пісень «юефу», чотиривірші, ритмічну прозу «фу» і прозу класичну.

### Своєрідність лірики
Більшість поетичних творінь Лі Бо відрізняються надзвичайною простотою стилю і неповторною задушевністю. Характерними ознаками лірики Лі Бо є також споглядальність і самозаглибленість. Він уважно спостерігає за природою та стежить за змінами й у своєму внутрішньому світі. «Він сам собі цікавий» — писав про нього Гао Ши.
| Сиджу самотою на горі Дзінтіншань Злетіли птахи і зникли в високій блакиті. Прилинула хмарка й самотньо завмерла в безмежжі. життя За цілий день одне одному не збайдужіти — Таке, Дзінтіншань, можливе тільки з тобою! (Переклад Г. Туркова) |

Фактично кожен вірш поета має прихований зміст, завуальований натяк, що передається художніми засобами. Лі Бо використовує майже в кожному рядку порівняння, яскраві епітети, колоритні художні образи, метафори, алегорії.
Для глибшого розкриття теми використовував романтичні гіперболи, умовності, а в низці віршів, навіть фантастичність, що своєрідно передає світовідчуття поета, який прагнув художніми засобами виразити сутність зображуваного. Лі Бо пише, що хоче «змішати з землею небо» та «злити всю неосяжну природу з первозданним хаосом».
Поезії Лі Бо властиве явище архетипу. Прикладом цього є зображення архетипу тіні, яка на відміну від традиційного демонічного тлумачення, виступає в ролі супровідника людини. У вірші «Під Місяцем одиноко п'ю» («кит.: 月下独酌») поет розповідає про свою самотність, тому йому доводиться самому вночі пити вино. Але згодом у нього з'являється компанія: Місяць та тінь, які є його справжніми друзями:
| ..Тінь марно іде поза тілом вкрай млявим моїм. А Місяць і тінь супроводять мене допізна. Бо треба розважитись, поки в душі є весна. Під пісню мою повний Місяць гойдається складно. У танок піду — скаче й тінь хаотично, безладно. (Переклад Г. Туркова) |

....影徒随我身

暂伴月将影，

行乐须及春.

我歌月徘徊，

我舞影零乱.
В основі вірша лежить персоніфікація, де тінь виступає в ролі живої істоти та друга. Вона повторює всі його рухи, він на неї може покластись, вона не залишить його. В останніх рядках вірша Лі Бо виголошує, що Місяць і тінь будуть його друзями до смерті, і навіть після смерті, коли він «піде на небо Чумацьким Шляхом», то навіть там їх зустріне. Враховуючи, що Місяць, який в цьому епізоді є також втіленням архетипу тіні, є символом темної сторони існування, то можна зробити висновок про сакральні та міфологічні витоки поезії Лі Бо.
Описуючи сучасність, поет часто звертався до міфів, герої яких оживали у його поезії. Так, у вірші «Із келихом у руці запитую місяць» («кит.: 把酒问月») Лі Бо милується місяцем, бачить у ньому друга і супутника, п'є разом з ним вино. Оспівуючи Місяць, поет згадує деяких міфологічних персонажів, наприклад, Чан Е (кит.: 嫦娥), дружину легендарного стрільця І (羿), який знищив
дев'ять сонць задля добробуту народу, та білого зайця (кит.: 白兔), які нагадують про давні легенди.
| Коли в імлу зелену мляве сяйво враз пірна, Побачиш ти, як ніч виходить із морського дна, Але уранці знов зникає, в хмари порина. На місяці Чан Е сидить, у самоті для неї час минає, І білий заєць там безсмертя порошок перетирає… (Переклад Г. Туркова) |

绿烟灭尽清辉发,    

但见宵从海上来,    

宁知晓向云间没.   

白兔捣药秋复春,   

嫦娥孤栖与谁邻.

### Тематика поезії

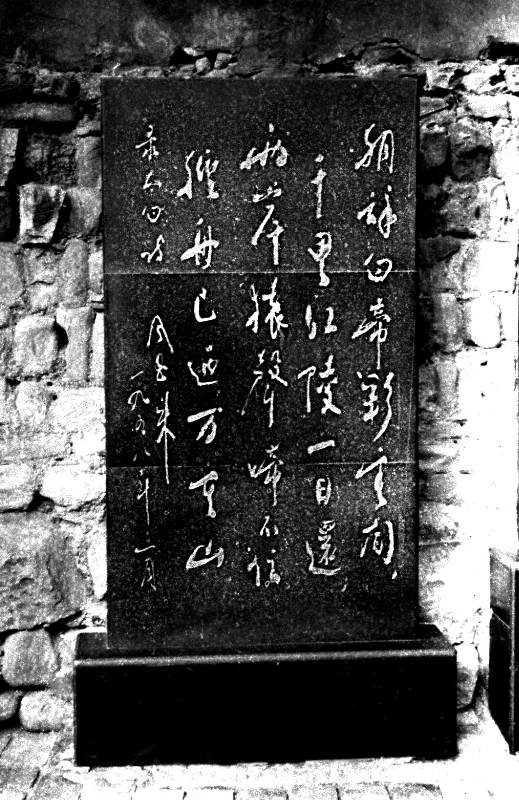
Бронзова дошка з віршами Лі Бо з каліграфією Чжоу Еньлая

Лі Бо приваблювали різні теми й мотиви, і серед них особливе місце посідає тема природи. Його твори не випадково називають «поезією гір та рік», тому що лірика Лі Бо є власне голосом природи, у ній відображається її розмаїте і складне життя у всій мінливості та непізнанності. Природа — привід для філософських роздумів митця, він ніколи не стомлюється стежити за нею, бо кожна її зміна неповторна і несе красу. У вірші «На сході сонця згадую Шаньчжун» поет пише про вічний взаємозв'язок у природі: після дощу відкрилося небо, сповнене дивної чистоти, розцвіли квіти, вітерець здійняв пелюстки та поніс їх у далечінь, але мине весна — і знову хмари закриють небо, а квіти втратять свою принадність. Лі Бо, стежачи за змінами у природі, висловлює бажання «звідати все сповна» і відшукати «філософський камінь». Природний незворушний порядок поет бачить у повноті життя й у його вічній мінливості.
Досить популярною у творчості поета була тема любові до батьківщини. Як казав Лі Бо сам, коли він підіймає погляд вгору, він бачить небо батьківщини, коли опустить очі вниз — бачить землю її, тобто думає про неї постійно. Про це йдеться у вірші «Думки в нічній тиші» кит.: (靜夜思)
床前明月光

疑是地上霜

舉頭望明月

低頭思故鄉
У численних віршах Лі Бо висловлюється також відкрите невдоволення сучасними суспільними явищами і порядками, що встановили сильні і заможні правителі та їх поплічники. Наприклад, у вірші «Пісні при сході і заході сонця» поет звинувачує правлячі класи в тому, що вони «йдуть проти неба».
Крім того, у 50-80 роках VIII століття поет пише сміливі вірші проти війни. Серед цих поезій — вірш «Місяць над прикордонними горами».

### Тема вина

Китайська середньовічна мініатюра із поезією Лі Бо

Вино — невіддільний елемент китайської культури. Даоське вчення ставило вино в ряд сакральних атрибутів своєї містичної традиції. Канонізовані даоські святі були невідривні від пиття. Весь Танський Китай, особливо південні території, був обвішаний синіми прапорцями питних закладів, де пропонували молоде і старе, виноградне і зернове, квіткове і плодове, сільське і «Пекуче» вино, яке переливалось всіма кольорами веселки. Переважно пили слабке і бліде за кольором вино, але подекуди, наприклад, в Ченду, виганяли і міцне «біле вино», тобто горілку «Шаоцзю» градусів під сорок. Знаменитими виробниками вважалися Сіньфен, Чан'ань, Чанша, Цзіньлін, Ченду, Балін, Ланьлін, Лу, Шу, Уся. У назвах більшості з них стояло слово «весна». В улюбленому Лі Бо місті Сюаньчен робили «Стару весну». Було багато квіткових настоянок — «Вино сливових квітів», «Виноградне жовте вино», «Вино пелюсток груші», «Вино жовтих хризантем», «Вино квіток граната». Його називали «даром Небес». У стародавній пам'ятці «Чжоуські ритуали» зустрічається слово «людина вина», яким шанобливо позначали спеціального чиновника, який відав питною справою. У класичному «Каноні поезії» слово «вино» зустрічається 63 рази, а в поезії танської епохи майже кожен вірш тією чи іншою мірою торкається цієї теми. Найяскравішим представником цієї теми вважається Лі Бо.
За Лі Бо закріпилося прізвисько «хмільний сянь» («хмільний святий», «хмільний геній»). Поет і
сановник ХІ століття Ван Аньші, який недолюблював попередника, сказав перебільшуючи але вловивши суть витоків натхнення Лі Бо:
|  | У Лі Бо — суцільний бруд, у дев'яти з десяти віршів пише про жінок і вино. |

А танський поет Пі Жісю в «Семи віршах про любов до Академіка Лі Бо» назвав його «духом зірки вина». Сучасний поет Чжен Гу у вірші «Читаючи збірник Лі Бо» повторив:
|  | Зірка вірша, зірка вина / поєднались в ньому одному... |

Лі Бо був не тільки аматором, а й знавцем вина, у своїх частих поїздках по країні неодмінно дегустував місцеві сорти, надаючи перевагу виноградним винам перед плодовоягідними, що зайвий раз натякає на його середньоазіатське коріння. Кожен свій приїзд до Сюаньчен неодмінно відзначав у закладі старого Цзи.
Більш того, Лі Бо можна назвати «теоретиком пиття», бо якщо до нього поети славили вино і сп'яніння, не мудруючи і не шукаючи цьому пояснення і виправдання, то Лі Бо першим сформулював:
| Я знаю мудрість, що несе вино, Воно в безмежжя душу розкриває. («На самоті п'ю під місяцем», № 4 кит.: (李白 月下獨酌)) |

窮愁千萬端

美酒三百杯

愁多酒雖少

酒傾愁不來

所以知酒聖

酒酣心自開

辭粟臥首陽

屢空飢顏回

當代不樂飲

虛名安用哉

蟹螯即金液

糟丘是蓬萊

且須飲美酒

乘月醉高臺
І обґрунтував пиття як благого дійства — не тільки насолоду, яка прикрашає убоге буття, не тільки спосіб морально відгородитися від мирського бруду, але можливість відчути духовне задоволення від самого буття.
Для Лі Бо вино мало вторинне значення, йому було важливіше, де, коли й з ким пити Для вживання вина найкращою порою він вважав пізню весну, коли розквітлі квіти тішили око й насичували повітря ароматами. Вино в ті часи міцним не було, то цілком сп'яніти було досить важко. У маленьких трактирах при дорозі зазвичай подавали місцеве вино й в кожному новому місці Лі Бо вибирав те, що сподобалося. Не всяке вино давало натхнення, але часом він легко імпровізував і залишав чотиривірш на стіні пивної.
За приблизними підрахунками Го Можо, зі збережених 1400 віршів Ду Фу понад 300 описують винопиття; у Лі Бо таких дещо менше — близько 170. Ге Цзінчунь зробив свої, детальніші, уточнюючі підрахунки, враховуючи наявність у тексті не тільки слова «вино» й «випивати» (у різних синонімічних варіантах), а й «хмеліти», «бродити», «глечик», «чаша», «чарка» й так далі нарахував у Лі Бо 385 віршів, певною мірою пов'язаних із хмільним питтям, більше 30 % всіх збережених творів. Але головне — не в кількості. «Хмільні» вірші Лі Бо, як саме добре вино, мають величезну внутрішню енергетику й викликають захоплення читачів і благовоління дослідників, які гіперболізують їх романтичну міць до рівня симфоній Бетховена.

### Космізм образів

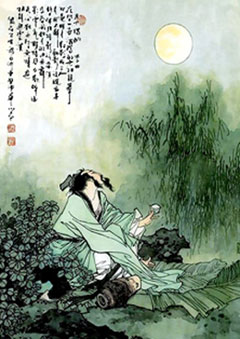
Китайська мініатюра з віршами Лі Бо

У віршах Лі Бо відчувається неприховане захоплення природою, поета вражає її краса та велич, тому нерідко пейзажі Лі Бо побудовані у гіперболічній манері. Письменник схиляється перед силою природи, яка перебільшує всі людські можливості, втім, не відлякує людину, а вабить її тим вічним шляхом — дао, відомим тільки природі. Постійними образами поезії Лі Бо є гірські хребти, водоспади, небесні висоти, неосяжні ліси, сузір'я, що надає його ліриці космічного масштабу і відображає прагнення митця піднестися над буденністю. Неодноразово у віршах поет порівнював себе з величезним птахом: «Одного разу великий птах пен підніметься вгору із вітром…». Всі образи природи, які описує поет, навіть сніжинки снігу здаються йому схожими за розмірами на циновку.

### Ліричний герой
Ліричний герой поезії Лі Бо уподібнюється до образів природи. Письменника не приваблюють тихі куточки саду або задумливі ставки, а він захоплено описує бурхливі води, гори, буревії, які більше відповідають його душевним переживанням. Митець у своїй поезії живе поміж небом і землею, посеред невгамовних стихій і вічних зірок.
Хоча ліричний герой Лі Бо — відлюдник, мандрівник, що живе на відстані від людей, він переймається всіма їхніми переживаннями й тривогами. Чимало віршів поета присвячено друзям і просто знайомим. Він сприймає їхній біль як свій особистий, співчуває їм, тонко відчуває їхній душевний стан.
Серед найвідоміших віршів-роздумів Лі Бо — вірш «Думи тихої ночі» («Цзін є сі»), який за значущістю порівнюють хіба що з рос. «Я вас любил» Олександра Пушкіна або рос. «Не жалею, не зову, не плачу» Сергія Єсеніна.

### Символізм поетичного мислення
Поезія Лі Бо містить символи. Це яскраво відображено у вірші «Сосна біля південної галереї»
| Сосна біля південної галереї Поблизу галереї росте сосна-одиначка. — В такої, природно, розкидисте гілля й густе. Вітрець навколишній навіть на хвильку не вщухне: Йому тут воля — тож дме він і вдень, і вночі. (Переклад Г. Туркова) |

Сосна тут є самим поетом, що прагне вищого смислу. Вітер уособлює бентежний і неспокійний всесвіт, у якому живе людина. В образі «надхмарної висі» — прихований сенс усього сущого, природний і моральний закон, якого прагне митець. У творі звучить думка про необхідність духовного вдосконалення людини, про пізнання дао.
У вірші «Біла чапля» поет-лірик створив надзвичайно виразний образ птаха, що постає в нього дуже самотнім: «Бачу білу чаплю на тихій осінній річці…». Такою ж самотньою є й душа поета, його серце «у глибокій задумі».

### Пафос поезії
Попри постійну заглибленість у природне і духовне життя, творчість Лі Бо пройнята бажанням охопити увесь світ, пізнати його в різних виявах, відчути радість від процесу існування, що триває лише мить порівняно з вічністю. Тому пафос поезії митця не обмежується сумним настроєм. У віршах Лі Бо висловлюється і радість від життя, і натхнення, яке дає поетові дотик до вічних начал.

## Популяризація творчості Лі Бо
Творчість Лі Бо мала величезний вплив на подальший розвиток китайської поезії. Друзі митця — поети Ду Фу і Гао Ши — відзначали в Лі Бо особливий талант «глибокого бачення світу». А Ду Фу писав про нього:
| Змах пензля — і буревії та зливи тремтять. А напише вірша — і викличе сльози у привидів, добрих і злих. (Переклад Г. Туркова) |

Творчість Лі Бо широко відома й за межами Китаю. Особливо популярні вірші поета в країнах Далекого Сходу — Японії, Кореї, В'єтнамі, де його твори перевидаються протягом століть.
Лі Бо став відомим на Заході завдяки роботам Езри Паунда, музиці Густава Малера, а також перекладам Ханса Бетге.
У Росії поезія Лі Бо здобула популярність переважно в післяреволюційний період. Серед перших радянських дослідників Лі Бо слід назвати В. М. Алексєєва та Ю. К. Щуцького, які опублікували свої переклади віршів Лі Бо в двадцяті роки в збірнику «Восток» і в Антології китайської лірики. Численні переклади творів Лі Бо належать також А. Гітовічу і Анні Ахматовій, Миколі Гумільову. Серед сучасних російських дослідників творчості Лі Бо — Сергій Торопцев. Українською мовою Лі Бо перекладали Леонід Первомайський, Г. Турков, Б. Рифтін.
Окремі поезії можна прочитати в книгах:
- Первомайський Л. С. Твори: В 7-ми т. Т. 6: Переклади. / Упоряд. С.Пархомовського.— К.: Дніпро, 1986.
- Чорна О. В. Зарубіжна література: Хрестоматія. 8 клас.— Харків: Торсінг, 2003.

У 2011 році в Львові вийшла перша збірка перекладів віршів Лі Бо «Дух старовини» українською мовою, які здійснили Геннадій Турков, Леонід Первомайський та Ігор Лисевич разом з Валерієм Іллєю.
Український поет, драматург та перекладач Олега Лишеги відвів місце постаті Лі Бо в книзі «Друже Лі Бо, брате Ду Фу». Відтворити образи двох найвидатніших поетів Олега Лишегу надихнули спогади про армійську службу в Бурятії, коли йому один друзів підказав, що він знаходиться «….поруч з могилами китайських філософів». У драмі «Друже Лі Бо, брате Ду Фу» автор спробував синтезувати східну та західну духовні традиції, виклавши їх у формі міркувань, де герої оживають і ведуть діалог, порівнюючи навколишній світ із минулим:
| ЛІ БО. Брате Ду Фу, а хіба ти не бачиш зараз цього лісу, хіба там немає нас двох серед цього осіннього краєвиду, підхоплених спільним поривом вдію ніч?.. ДУ ФУ. Друже Лі Бо, бачу, бачу нас двох, п'ю з тобою і ділюсь теплом цього вогню, та лише змружу очі і бачу набагато виразніше крізь нас, бачу тілом і душею невиразну течію, і в ній на глибині щось глухо вибухає, але нечутно.. Знов і знов якісь новоутворення.. і знову вони розсипаються., бачу ніщо.. — Лишега, О. «Друже Лі Бо, брате Ду Фу…». |

## Цікаві факти
- На честь Лі Бо названий кратер на Меркурії.[79]
- Збірка прозових творів «Друже Лі Бо, брате Ду Фу..» Олега Лишеги у 2010 році була включена до довгого списку премії «Книга року Бі-Бі-Сі».[80]
- Багато поетичних творів Лі Бо, що відрізняються незвичайною простотою стилю і неповторною задушевністю, шануються китайським народом, до їх числа відносяться «Думи тихої ночі», які в Китаї стали чи не народною колисковою піснею.[6]
- Лі Бо, який був суворим і складним, у 59 поезіях «Древнього», викриваючи неправду, порівнював себе з Конфуцієм[7]

### Твори китайською мовою
- Ань Ці. Лі Бо: пошук по всіх напрямах. Сіань. 1981 (安 旗. 李白 纵横 探. 西安, 1981).
- Ань Ці, Янь Ци. Путівник по збірці віршів Лі Бо. Ченду, 1998 (安 旗, 阎 琦. 李白 诗集 导读. 成都, 1998)
- Ань Ці. Таємниці поезії Лі Бо. Сіань, 2001 (安 旗. 李白 诗 秘要. 西安, 2001).
- Ань Ці. Неканонічна біографія Лі Тайбо (розширене видання). Сіань, 2005 (安 旗. 李 太白 别 传 (增订 本). 西安, 2005).
- Ань Ці, Сює Тяньвей. Хроніка життя Лі Бо. Вид. Цілу, 1982 (安 旗, 薛 天纬. 李白 年谱. 齐鲁书社, 1982).
- Ван Іньмін. Лі Бо. Чанчунь, 2000 * (王寅明. 李白. 长春, 2000)
- Ван Хуейбінь. Дружба Лі Бо з Юань Даньцю / Сянфань сюеюань бао. 2003, № 4, с.57-61 (王辉斌. 李白 与 元 丹丘 的 交谊 / 襄樊 学院 报. 24 卷, 4 期, 2003,7 月 ,57-61)
- Ван Хуейцін. Лі Бо (роман). Пекін, 2002 (王慧清. 李白. 长篇小说. 上下 卷. 北京, 2002)
- Го Можо. Лі Бо і Ду Фу. Пекін, 1972 (郭沫若. 李白 与 杜甫. 北京 .1972).
- Ге Цзінчунь. Лі Бо і культура вина в епоху Тан / Хебей дасюе сюебао, 1994, № 3, с.50-58
- (葛景春. 李白 与 唐代 酒 文化 / 河北 大学 学报, 1994, № 3, 50-58 页).
- Ге Цзінчунь. Життя Лі Бо. Чженчжоу, 2002 (葛景春. 李白 传. 郑州, 2002).
- Ге Цзінчунь. Деякі проблеми вивчення Лі Бо. Баодін, 2002 (葛景春. 李白 研究 管窥. 保定, 2002)
- Дань Луцзи. Лі Бо — хмільний святий / Сайт «Лі Бо. Китай», 19.8.2005 (丹 露酒. 酒仙 李白 / 中国 李白 网 2005-8-19 发布).
- Дін Чжихун. Лі Бо і Цзян'ю. Цзян'ю, 2001 (丁 稚 鸿. 李白 与 江油. 江油, 2001).
- Ду Фу. Вірші про округу Мяньчжоу. Мяньян, 2005 杜甫 缅 州 诗选. 缅 阳. 2005)
- Жунь Лінь. Перекази про Лі Бо. Наньтун, 1987 (戎 林. 李白 的 传说. 南通. 1987).
- Вивчення Лі Бо в Китаї: 2006—2007. Збірник. Хефей, 2007 中国 李白 研究 :2006-2007 年 集. 合肥, 2007)
- Іноуе Сей. Життєпис Ян Гуйфей. Сіань.1984 (井上 靖. 杨贵妃 传. 西安. 1984).
- Кан Хуайюань. Лі Бо. Аналітична критика. Ченду, 2004 (康 怀远. 李白 批 评论. 成都. 2004)
- Лі Бо. Вибрані поезії. Пекін, 1961 (李白 诗选. 北京, 1961)
- Лі Бо. Повне зібрання віршів з перекладом [на сучасну мову]. Шицзячжуан, 1997 (李白 诗 全 译. 石家庄, 1997)
- Лі Бо. Вибрані вірші з коментарями (сост. і кому. Чжао Чанпін). Шанхай, 2002 (李白 诗选 评. 赵昌平 撰. 上海, 2002)
- Лі Гуаньлянь. Лі Бо / Біографії видатних діячів китайської нації. Пекін, 1986, с.101-163 (李 官 连. 李白 / 中华民族 杰出 人物 传. 北京 ,1986,101-163 页)
- Лі ДЕШУ (ред.). Вірші Лі Бо, написані в Шу. Мяньян, 2005 (李德 书 主编. 李白 蜀中 诗选. 缅 阳, 2005)
- Лі Фуцзюнь. Вино і поетичне мистецтво Лі Бо / Юньнань шіфань дасюе сюебао. 1997, № 5, с.62-66 (李福军. 酒 与 李白 诗歌 艺术 / 云南 师范大学 学报, 1997, 第 29 卷, 第 5 期 ,62-66 页)
- Лі Чанчжи. Даоський послушник поет Лі Бо і його біль. Гонконг, 1940 (李长 之. 道 教徒 的 诗人 李白 及其 痛苦. HK, 1939)
- Ло Цзунцян. Лі Бо і Ду Фу. Короткий нарис. Хух-хото, 1980 (罗宗强. 李 杜 论 略. 呼和浩特市. 1980)
- Лю Янчжун. Історія поетичних течій жанру «ци» періоду Тан-Сун. Фучжоу, 1999 (刘扬 忠. 唐宋词 流派 史. 福州, 1999)
- Люй Хуамін. Коли помер Лі Бо? Дискусія / Цзішоу
- дасюе сюебао (шехуей кесюе бань). 2000, № 3, с.50-54 (吕华明. 李白卒 年 考辨 /
- 吉首 大学 学报 (社会 科学 版). 2000, 第 21 卷, 第 3 期 ,50-54 页)
- [Лян Сень-1995]: Лян Сень. Погляд на Се Тяо і Лі Бо. Пекін, 1995 (梁 森. 谢 脁 与 李白 管窥. 北京, 1995)
- Пін Гоча. Танські вірші. Пекін, 2002 (冯国 超. 唐诗. 北京, 2002)
- Збірник статей про вивчення Лі Бо, Ченду, 1987 (李白 研究 论丛. 成都. 1987)
- Се Тяо і Лі Бо. Дослідження (під ред. Інь Цзяпея, Лі
- Цзилуна). Пекін, 1995 (谢 脁 与 李白 研究. 茆 家 培, 李子龙 主编. 北京, 1995)
- Се Чуфа. Життя Лі Бо в віршах і вини. Шицзячжуан, 2003 (谢 楚 发 着. 诗酒 人生 李白. 河北 石家庄 市, 2003)
- Танака Кацумі. Лі Бо. Тайбей, 1974 (田中 可 已. 李白. 台北. 1974)
- Збірник статей. Ченду, 2003 (千年 诗 魂. 蜀道 李白. 成都 2003)
- У Сю (ред.). Лі Бо в Яньчжоу. Цзинань, 1995 (武 秀 主编. 李白 在 兖 州. 济南, 1995).
- Цао Цзяюнь (ред.). Лі Бо і Ду Фу в Яньчжоу. Цзінін, 2002 (曹家云 主编. 李白 杜甫 在 兖 州. 济宁, 2002)
- Цинь Цзянь. Слідами Лі Бо. Пекін, 2006 (秦 俭. 跟随 李白. 北京, 2006)
- Цяо Цзячжун. Роздуми про Лі Бо. Цзинань, 1976 (乔家 钟. 李白 论. 济南. 1976).
- Чжао Бінь. Моє прочитання віршів Лі Бо. Пекін, 2006 (赵斌. 李诗 猜 读. 北京, 2006)
- Чжоу Мяньчжан. Лі Бо (роман). Ухань, 2002 (周 冕 章. 李白 (长篇小说). 武汉, 2002)
- Чень Веньхуа. Лі Тайбо: вірші і вино. Пекін, 2004 (陈文华. 诗酒 李 太白. 北京).
- Ян І. Лі Бо і Ду Фу. Поетика. Пекін, 2000 (杨义. 李 杜诗 学. 北京, 2000)
- Ян Сюйшен. Додатки до досліджень життя Лі Бо, Ченду, 2000 (杨 栩 生. 李 白生平 研究 匡 补. 成都, 2000).
- Янь Чао (ред.). Романтик Лі Бо. Цзян'ю, 2006 (颜 超 主编. 浪漫 李白. 江油, 2006).

### Твори українською мовою
- Гузь, О. О. Людина та її світ у близькосхідній та далекосхідній поезії Середньовіччя: основні принципи написання есе на матеріалі поетичних творів Лі Бо, Ду Фу, Рудакі, Омара Хайяма, Гафіза. 8 клас / О. О. Гузь // Зарубіжна література в школах України. — 2009. — № 9. — С. 10-13.
- Давньоєгипетські держави. Держави Межиріччя. Мала Азія. Східне Середземномор'я. Середня Азія та Іран. Перші держави в Індії. Стародавній Китай. Культура давньосхідних цивілізацій. Від міфу до науки. // Концепції сучасного природознавства: підруч. для студ. вищ. навч. закладів / Я. С. Карпов, В. В. Кисельник, В. Г. Кремень, В. С. Кривцов. — К., 2004. — С. 68-77.
- Домашич, Т. С. Розквіт китайської літератури у VIII ст. Творчість Лі Бо — вершина китайської лірики. 8 клас / Т. С. Домашич // Зарубіжна література в школі. — 2009. — № 10. — С. 26-30.
- Істоміна, С. М. П'ять сходинок до знань: творчість Лі Бо та Ду Фу — вершина китайської лірики : 8-й клас: [урок літератури] / С. М. Істоміна // Зарубіжна література в школі. — 2011. — № 21. — С. 27-29.
- Кавун, А. П. «Хай росиночка мала…»: природа очима Лі Бо, Мацуо Басьо, Шеллі, Тютчева / А. П. Кавун, Т. В. Лубянова // Всесвітня література та культура в навчальних закладах України. — 2010. — № 4. — С. 23-26.
- Лі, Бо. Вірші / Бо Лі // Тема: на допомогу вчителю зарубіжної літератури. — 2003. — № 4. — С. 109—125.
- Лі Бо. Поезії. Перекладач: Л. С. Первомайський З книги: Первомайський Л. С. Твори: В 7-ми т. Т. 6: Переклади. / Упоряд. С.Пархомовського.- К.: Дніпро, 1986.
- Лі Бо. Перекладач: Б.Рифтін З книги: Чорна О. В. Зарубіжна література: Хрестоматія. 8 клас.- Харків: Торсінг, 2003.
- Лі Бо (701—762). Дух старовини : вибр. вірші / Лі Бо ; переклав з кит. Г. Турков. — Львів : ЛА "Піраміда", 2011. — 253, [1] с. : іл. ; 18 см. — (Приватна колекція). — ISBN 978-966-441-233-6
- Логвин, Г. П. Сумні роздуми поета: (лірика Лі Бо. 8 клас) / Г. П. Логвин // Зарубіжна література в школі. — 2008. — № 8. — С. 19-23.
- Ніколенко О. М., Філіна І. О. Філософія життя у китайські та японській літературах. Харків, «Ранок», 2003 р.
- Оповідки давнього Китаю: Збірник / пер. з кит. І.Зуєва та О.Лишега; Вступ. слово Г. А. Хорошилова. — К. : Дніпро, 1990. — 142 с.

### Твори російською мовою
- Алексеев В. М.. Китайская литература. М., 1978
- Антология китайской поэзии, в 4 тт., М., 1958
- Бежин Л. Е. Ду Фу. М., 1987
- Варжапетян В. Путник со свечой / Варжапетян В. Дорога
- из Рима. Повести. М., 1989, с.109-196
- Генкель Г. Г. Грезы и думы востока. Ленинград, 1926
- Гуревич А. Я. Категории средневековой культуры. М., 1972
- Исаева Л. Красавицы древнего Китая. М., 2006
- Китайская классическая проза в переводах академика В. М. Алексеева. М., 1958
- Книга о Великой Белизне (сост. С. А. Торопцев), М.,2002
- Конрад Н. И.. Запад и Восток. М., 1966
- Конфуций. Беседы и суждения. С.-Пб., 1999
- Ли Бо. Дух старины. Поэтический цикл (сост. и пер. С. А. Торопцев). М., 2004
- Ли Бо. Пейзаж души. Поэзия гор и вод (сост. и пер. С. А. Торопцев). М., 2005
- Переломов Л. С. Конфуций. «Луньюй», М., 1998
- Постоянство пути. Поэзия эпохи Тан в переводах
- В. М. Алексеева. С-Пб., 2003.
- Фишман О. Л. Ли Бо. Жизнь и творчество. М., 1958
- Чуский Безумец Ли Бо (сост. и пер. С. А. Торопцев). М., 2008

### Твори англійською мовою
- Stephen Owen. The Great Age of Chinese Poetry. The High Tang. New Haven and London, 1981
- Stephen Owen.The End of the Chinese Middle Ages. Stanford Univ. Press, California. 1996
- Marsha L. Wagner. The Lotus Boat. The Origins of Chinese Tz'u
- Poetry in T'ang Popular Culture. Columbia Univ. Press. N.Y